# In a Priest Driven Ambulance
In a Priest Driven Ambulance é o quarto álbum de estúdio da banda norte-americana The Flaming Lips, foi lançado em 1990.
| Críticas profissionais                                                      | Críticas profissionais |
| Avaliações da crítica                                                       | Avaliações da crítica  |
| Fonte                                                                       | Avaliação              |
| --------------------------------------------------------------------------- | ---------------------- |
| Allmusic                                                                    | [ 2 ]                  |
| Esta tabela precisa de ser acompanhada por texto em prosa. Consulte o guia. |                        |

## Faixas
1. "Shine On Sweet Jesus: Jesus Song No. 5" – 4:27
2. "Unconsciously Screamin'" – 3:52
3. "Rainin' Babies" – 4:28
4. "Take Meta Mars" – 3:13
5. "Five Stop Mother Superior Rain" – 6:19
6. "Stand in Line" – 4:42
7. "God Walks Among Us Now: Jesus Song No. 6" – 4:46
8. "There You Are: Jesus Song No. 7" – 4:32
9. "Mountain Side" – 6:36
10. "What a Wonderful World" – 3:44